# Trique de Chicahuaxtla
Le trique de Chicahuaxtla (ou triqui de Chicahuaxtla) est une langue trique parlée dans  l'État d'Oaxaca, au Mexique.

## Classification
Le trique de San Andrés Chicahuaxtla est une langue amérindienne. Les parlers triques font partie des langues mixtèques, qui constituent une des branches de la famille des langues oto-mangues.

## Écriture
| a | b | ch | chr | d | e | ë | g | h | i | ï | j | k | l | m | n | ñ | o | p | r | s | t | u | x | y | ꞌ |

Les digrammes ‹ mm, nd, ng, nn, sn, st, ts › sont aussi utilisés.

## Phonologie
Les tableaux présentent les phonèmes du trique de Chicahuaxtla, les voyelles et les consonnes.

### Voyelles
|         | Antérieure | Centrale | Postérieure |
| ------- | ---------- | -------- | ----------- |
| Fermée  | i [i]      | ɨ [ɨ]    | u [u]       |
| Moyenne | e [e]      | ʌ [ʌ]    | o [o]       |
| Ouverte |            | a [a]    |             |

### Qualité des voyelles
Le trique de Chicahuaxtla compte six voyelles de base, mais, à celles-ci, s'ajoute une série de voyelles de voyelles nasales, à l'exception de [ʌ] qui ne peut être qu'orale. De plus les voyelles peuvent être laryngalisées [aʔ] ou [aʔa] et aspirées [ah].

### Consonnes
|               |            | Bilabiale | Dentale | Rétrofl. | Palatale  | Vélaire | Glottale |
| ------------- | ---------- | --------- | ------- | -------- | --------- | ------- | -------- |
| Occlusives    | Tendues    | p [pː]    | t [tː]  |          |           | k [kː]  | ʔ [ʔ]    |
| Occlusives    | Douces     | b [β]     | d [ð]   |          |           | g [ɣ]   |          |
| Fricatives    | Tendues    |           | s [sː]  |          | ʃ [ʃː]    |         |          |
| Fricatives    | Douces     |           | z [z]   |          | ʒ [ʒ]     |         |          |
| Fricatives    | Neutres    |           |         |          |           |         | h [h]    |
| Affriquées    | Affriquées |           | ts [t͡s] |          | tʃ [ t͡ʃ ] |         |          |
| Nasales       | Tendues    | mː [mː]   | nː [nː] |          |           |         |          |
| Nasales       | Faibles    | m [m]     | n [n]   |          |           |         |          |
| Liquides      | Tendues    |           | lː [lː] |          |           |         |          |
| Liquides      | Faible     |           | l [l]   |          |           |         |          |
| Roulées       | Roulées    |           |         | r [ɽ]    |           |         |          |
| Semi-voyelles | Tendues    | wː [wː]   |         |          | jː [jː]   |         |          |
| Semi-voyelles | Faible     | w [w]     |         |          | j [j]     |         |          |

### Opposition des consonnes
Les consonnes du trique de Chicahuaxtla ne s'opposent pas selon un schéma classique de voisement, entre sourdes et sonores, mais selon leur tension, entre consonnes tendues, ou fortes, et consonnes douces, ou faibles. Les occlusives et les sifflantes tendues sont réalisées comme des consonnes moyennement longues. Les nasales, latérales et semi-voyelles sont longues. Les occlusives douces sont le plus souvent fricativisées. Ainsi [tː] est réalisée [tˑ], [n] tendu est [nː]. Cette opposition n'existe pas pour la fricative [h] et pour les affriquées

### Une langue tonale
Le trique est une langue tonale qui possède cinq tons qui s'échelonnent du ton haut jusqu'au ton bas, notés de /1/ à /5/. Il existe, de plus un grand nombre de tons combinés. Exemples :
- yo2, panier de palme
- ʒi3lu3, chat
- gã5ʔã3, quatre
- tsi5, dur
- tʃã12, canyon
- yã34, dent
- tʃo354, suie